# Queen Anne's County
Queen Anne's County är ett administrativt område i delstaten Maryland, USA. År 2010 hade countyt 47 798 invånare (2010). Den administrativa huvudorten (county seat) är Centreville.

## Geografi
Enligt United States Census Bureau har countyt en total area på 1 320 km². 963 km² av den arean är land och 357 km² är vatten.

### Angränsande countyn
- Kent County - nord
- Kent County, Delaware - öst
- Talbot County - syd
- Caroline County - sydöst
- Anne Arundel County - väst

### Orter
- Barclay
- Centreville (huvudort)
- Church Hill
- Millington (delvis i Kent County)
- Queen Anne (delvis i Talbot County)
- Queenstown
- Sudlersville
- Templeville (delvis i Caroline County)